# Liste des châteaux de la Meuse
La liste des châteaux de la Meuse recense de manière non exhaustive les châteaux (de défense ou d'agrément), maisons fortes, mottes castrales, situés dans le département français de la Meuse. Il est fait état des inscriptions et classements au titre des monuments historiques.

## Liste
| Icône            | Signification    | Abréviations             | Abréviations                  | Abréviations             | Abréviations           |
| ---------------- | ---------------- | ------------------------ | ----------------------------- | ------------------------ | ---------------------- |
| Château fort     | Château fort     | = Bastide                | = Ferme fortifiée             | = Maison forte           | = (Néo-)Palladianisme  |
| Renaissance      | Renaissance      | = Château gascon         | = Folie (montpelliéraine)     | = Manoir, Gentilhommière | = Résidence épiscopale |
| Domaine viticole | Domaine viticole | = Classicisme, classique | = Forteresse, fort(ification) | = Maison (noble)         | = Style Beaux-Arts     |
| Palais           | Palais           | = Commanderie            | = Gothique (flamboyant)       | = Néo-baroque            | = Style Second Empire  |
| Ruine ou disparu | Ruine, disparu   | = Château pinardier      | = Hôtel particulier           | = Néo-classique          | = Style italianisant   |
|                  |                  | = Demeure seigneuriale   | ... = Style Louis XII...XVI   | = Néo-gothique           | = Style troubadour     |
|                  |                  | = Éclectisme             | = Logis (seigneurial)         | = Néo-Renaissance        | = Villa (de Nice)      |
| Baroque, rococo  | Baroque, rococo  | = Édifice religieux      | = Motte castrale/féodale      | = Pavillon de chasse     | = Styles du XXe siècle |

| Type                                  | Château                                    | Commune                     | Protection                                                                               | Notes                                         | Coordonnées                 | Illustration |
| ------------------------------------- | ------------------------------------------ | --------------------------- | ---------------------------------------------------------------------------------------- | --------------------------------------------- | --------------------------- | ------------ |
| Classicisme, classique                | Château d'Arrancy-sur-Crusnes              | Arrancy-sur-Crusnes         | Inscrit MH (1988, 2014) · Classé MH (1995) · Notice no PA00106435 · Notice no IA54001520 | XVIIe siècle                                  | 49° 24′ 46″ N, 5° 39′ 26″ E |              |
| Maison (noble) · Renaissance          | Maison de Bazincourt-sur-Saulx             | Bazincourt-sur-Saulx        | Classé MH (1923, 1967) · Notice no PA00106495                                            | XVIe siècle, (dite Le Château)                | 48° 40′ 29″ N, 5° 08′ 23″ E |              |
| Classicisme, classique                | Château de Bertheléville                   | Dainville-Bertheléville     | Inscrit MH (1990) · Notice no PA00106691 · Notice no IA00036000                          | XVIIe et XVIIIe siècles, XIXe siècle          | 48° 27′ 53″ N, 5° 30′ 10″ E |              |
| Château fort · Renaissance            | Château de Burey-la-Côte                   | Burey-la-Côte               | Inscrit MH (1923, 1993) · Notice no PA00125528 · Notice no IA00121020                    | XVIe et XVIIe siècles                         | 48° 30′ 09″ N, 5° 42′ 01″ E |              |
| Classicisme, classique                | Château de Chalaines                       | Chalaines                   | Inscrit MH (1992) · Notice no PA00106707 · Notice no IA00121222                          | XVIIIe et XIXe siècles                        | 48° 36′ 05″ N, 5° 40′ 53″ E |              |
| Renaissance                           | Château bas de Charmois                    | Mouzay                      |                                                                                          |                                               | 49° 26′ 55″ N, 5° 13′ 58″ E |              |
| Renaissance                           | Château haut de Charmois                   | Mouzay                      | Inscrit MH (1981) · Notice no PA00106592                                                 |                                               | 49° 26′ 49″ N, 5° 14′ 08″ E |              |
| Renaissance                           | Château Claudot                            | Beurey-sur-Saulx            | Inscrit MH (1989) · Notice no PA00106498                                                 | XVIe siècle                                   | 48° 45′ 20″ N, 5° 01′ 37″ E |              |
| Néo-classique                         | Château du Clos                            | Sampigny                    |                                                                                          |                                               | 48° 49′ 39″ N, 5° 30′ 27″ E |              |
| Renaissance                           | Château de Combles-en-Barrois              | Combles-en-Barrois          |                                                                                          |                                               | 48° 45′ 12″ N, 5° 06′ 57″ E |              |
| Classicisme, classique                | Château de Commercy                        | Commercy                    | Inscrit MH (1926) · Classé MH (1960) · Notice no PA00106510 · Notice no IA00036683       | XVIIIe et XXe siècles                         | 48° 45′ 49″ N, 5° 32′ 32″ E |              |
| Renaissance                           | Château des ducs de Bar                    | Bar-le-Duc                  | Inscrit MH (1981) · Notice no PA00106461                                                 | XVIe et XIXe siècles                          | 48° 46′ 18″ N, 5° 09′ 22″ E |              |
| Ruine ou disparu                      | Château d'Euville                          | Euville                     |                                                                                          |                                               | 48° 44′ 48″ N, 5° 40′ 39″ E |              |
| Style Louis XVI                       | Château de la Forge                        | Haironville                 | Inscrit MH (1947) · Notice no PA00106542                                                 | XVIIIe siècle                                 | 48° 41′ 09″ N, 5° 05′ 03″ E |              |
| Néo-gothique                          | Château du Fourneau                        | Dammarie-sur-Saulx          | Inscrit MH (1993) · Notice no PA00125529 · Notice no IA55000559                          | XIXe et XXe siècles                           | 48° 35′ 47″ N, 5° 14′ 23″ E |              |
| Classicisme, classique                | Château de Fresnois                        | Montmédy                    | Inscrit MH (1990) · Notice no PA00106588                                                 | XVIIe au XIXe siècle                          | 49° 31′ 54″ N, 5° 23′ 20″ E |              |
| Château fort                          | Château de Gombervaux                      | Vaucouleurs                 | Classé MH (1994) · Notice no PA00106648                                                  | XIVe siècle                                   | 48° 38′ 02″ N, 5° 39′ 04″ E |              |
| Château fort                          | Château de Gondrecourt                     | Gondrecourt-le-Château      | Notice no IA00036077                                                                     | XIVe et XVIIIe siècles, XIXe siècle           |                             |              |
| Renaissance                           | Château de Goussaincourt                   | Goussaincourt               | Inscrit MH (2009) · Notice no PA55000038                                                 | XVIIe siècle                                  |                             |              |
| Renaissance                           | Château d'Hannoncelles                     | Ville-en-Woëvre             | Classé MH (1992) · Notice no PA00106677                                                  | XVIe et XVIIe siècles, XXe siècle             |                             |              |
| Château fort                          | Château de Hattonchâtel                    | Vigneulles-lès-Hattonchâtel | Inscrit MH (1986) · Notice no PA00106674                                                 | XXe siècle                                    | 48° 59′ 33″ N, 5° 42′ 21″ E |              |
| Maison forte                          | Château de Hugnes (Maison forte de Hugnes) | Juvigny-sur-Loison          | Notice no IA00065047                                                                     | XVIIe et XIXe siècles                         | 49° 27′ 09″ N, 5° 20′ 27″ E |              |
| Renaissance                           | Château de Jean d'Heurs                    | Lisle-en-Rigault            | Classé MH (1972, 1989) · Inscrit MH (1972, 1991) · Notice no PA00106557                  | XVIIIe et XIXe siècles                        | 48° 43′ 36″ N, 5° 02′ 45″ E |              |
| Renaissance                           | Château de Labessière                      | Ancemont                    |                                                                                          |                                               |                             |              |
| Château fort                          | Château de Ligny-en-Barrois                | Ligny-en-Barrois            |                                                                                          |                                               |                             |              |
| Renaissance                           | Château de l'Isle                          | Cousances-les-Forges        | Classé MH (1927, 1976) · Notice no PA00106519                                            | XVIe siècle                                   |                             |              |
| Renaissance                           | Château de Lion                            | Lion-devant-Dun             |                                                                                          | XVIIIe siècle                                 |                             |              |
| Renaissance                           | Château de Lisle                           | Lisle-en-Rigault            | Inscrit MH (1992) · Classé MH (1994) · Notice no PA00106712                              | XVIIIe siècle                                 | 48° 43′ 03″ N, 5° 02′ 55″ E |              |
| Renaissance                           | Château de Louppy-sur-Loison               | Louppy-sur-Loison           | Classé MH (1980) · Notice no IA00065038                                                  | XVIIe au XIXe siècle                          | 49° 26′ 37″ N, 5° 20′ 51″ E |              |
| Renaissance                           | Château de la Malpierre                    | Rigny-la-Salle              | Notice no IA00121094                                                                     | XVe et XVIe siècles, XVIIIe siècle            |                             |              |
| Styles xxe siècle                     | Château de Marbeaumont                     | Bar-le-Duc                  | Inscrit MH (1980) · Notice no PA00106462                                                 | XXe siècle                                    | 48° 46′ 26″ N, 5° 10′ 18″ E |              |
| Renaissance                           | Château de Mauvages                        | Mauvages                    | Notice no IA00036182                                                                     | XVIIIe siècle                                 |                             |              |
| Renaissance                           | Château de Montbras                        | Montbras                    | Classé MH (1974) · Inscrit MH (2012) · Notice no PA00106586 · Notice no IA00121058       | XVIe et XVIIe siècles, XVIIIe et XIXe siècles | 48° 31′ 39″ N, 5° 41′ 41″ E |              |
| Renaissance                           | Château des Monthairons                    | Monthairons                 | Inscrit MH (1996) · Notice no PA55000003                                                 | XVIIIe siècle-XIXe siècle                     | 49° 03′ 40″ N, 5° 24′ 33″ E |              |
| Renaissance                           | Château de Montiers-sur-Saulx              | Montiers-sur-Saulx          |                                                                                          | XIVe siècle                                   |                             |              |
| Forteresse, fort(ification)           | Citadelle de Montmédy                      | Montmédy                    | Classé MH (1991) · Notice no PA00106590 · Notice no IA00065180                           | XVIe et XVIIe siècles                         | 49° 31′ 01″ N, 5° 21′ 42″ E |              |
| Renaissance                           | Château de Morlaincourt                    | Chanteraine                 | Inscrit MH (1988) · Notice no PA00106504                                                 | XVIe et XVIIe siècles, XXe siècle             |                             |              |
| Renaissance                           | Château de Neuville-en-Verdunois           | Neuville-en-Verdunois       | Inscrit MH (1975) · Notice no PA00106600                                                 | XVIe et XVIIIe siècles                        |                             |              |
| Château fort                          | Château d'Ourches                          | Ourches-sur-Meuse           |                                                                                          | XVIe siècle                                   |                             |              |
| Ruine ou disparu                      | Château de Sampigny                        | Sampigny                    | Inscrit MH (1981) · Classé MH (1989) · Notice no PA00106628                              | XVIIe siècle                                  | 48° 49′ 25″ N, 5° 30′ 49″ E |              |
| Renaissance                           | Château de Thillombois                     | Thillombois                 | Inscrit MH (1995) · Notice no PA00135418                                                 | XIXe siècle                                   | 48° 57′ 23″ N, 5° 23′ 55″ E |              |
| Château fort · Ruine ou disparu       | Château de la Tour                         | Haironville                 |                                                                                          |                                               |                             |              |
| Renaissance                           | Château de Ville-sur-Saulx                 | Ville-sur-Saulx             | Inscrit MH (1995) · Notice no PA00106678                                                 | XVIe et XVIIIe siècles                        | 48° 42′ 41″ N, 5° 03′ 19″ E |              |
| Renaissance                           | Château de la Varenne                      | Haironville                 | Classé MH (1972) · Inscrit MH (1993) · Notice no PA00106541                              | XVIe et XVIIIe siècles, XIXe siècle           |                             |              |
| Château fort · Ruine ou disparu       | Château de Vaucouleurs                     | Vaucouleurs                 | Classé MH (1893) · Inscrit MH (1953) · Notice no PA00106647 · Notice no IA00121220       | XIe et XIVe siècles, XIXe et XXe siècles      | 48° 36′ 07″ N, 5° 39′ 51″ E |              |
| Château fort · Ruine ou disparu       | Château de Verdun                          | Verdun                      | Classé MH (1881, 1930) · Notice no PA00106668                                            | Moyen Âge, fortification de la ville          | 49° 09′ 43″ N, 5° 23′ 11″ E |              |
| Palais · Résidence épiscopale         | Palais épiscopal de Verdun                 | Verdun                      | Classé MH (1920) · Notice no PA00106660                                                  | XVIIIe siècle                                 | 49° 09′ 32″ N, 5° 22′ 51″ E |              |
| Forteresse, fort(ification)           | Citadelle souterraine de Verdun            | Verdun                      | Inscrit MH (1929) · Notice no PA00106657                                                 | XIXe et XXe siècles                           | 49° 09′ 27″ N, 5° 22′ 24″ E |              |
| Château fort · Classicisme, classique | Château de Ville-au-Val                    | Ville-au-Val                | Inscrit MH (1982) · Notice no PA00106458                                                 | Moyen Âge, XVIIe et XVIIIe siècles            | 48° 50′ 50″ N, 6° 07′ 21″ E |              |
| Château fort                          | Château de Void                            | Void-Vacon                  | Inscrit MH (1938) · Notice no PA00106680                                                 | XIVe siècle                                   |                             |              |
| Château fort                          | Château de Watronville                     | Watronville                 | Notice no IA00036628                                                                     | XVe et XXe siècles                            |                             |              |